# Mr. Tompkins
Mr. Tompkins ist der Held einer populären Buchserie des Atomphysikers und Astronomen George Gamow, in der er einem breiten Publikum physikalische und kosmologische Phänomene nahebrachte. Im ersten Buch schildert Gamow eine (Traum)welt, in der der Wert der Lichtgeschwindigkeit c nur 30 Meilen pro Stunde beträgt.
An einem Radfahrer beschreibt er die Auswirkungen der Längenkontraktion und weitere relativistische Effekte.
Die Serie begann 1938 mit einer Fortsetzungsgeschichte im englischen Magazin „Discovery“ und erschien erstmals 1940 in Buchform, und weitere Folgen ab 1945
1. Mr. Tompkins in Wonderland (1940)
2. Mr. Tompkins Explores the Atom (1944)
3. Mr. Tompkins Learns the Facts of Life (1953)
4. Mr. Tompkins in Paperback (1965), Nachdruck 1993 mit Vorwort von Roger Penrose
5. Mr. Tompkins Inside Himself (1967), Überarbeitung von (3) incl. Molekularbiologie

In diesen Büchern heißt Tompkins „C. G. H. Tompkins“, womit die angestrebte Vereinheitlichung der Physik (cGh-Physik) angedeutet wird.
Übertragungen ins Deutsche:
- Mr. Tompkins im Wunderland oder Träumereien von c, g und h, Paul Zsolnay, Wien 1954
- Mr. Tompkins' seltsame Reise durch Kosmos und Mikrokosmos, Vieweg 1980, ISBN 3-528-08419-7

Siehe auch:
- Asteroid (12448) Mr. Tompkins